# Kristian Nicht
Kristian Nicht (Jena, 3 april 1982) is een Duits betaald voetballer die dienstdoet als doelman.

## Clubcarrière
In 2002 sloot Nicht zich aan bij de Stuttgarter Kickers. Hij werd daar eerste keeper en speelde er in dertig wedstrijden, waarin hij zes keer de nul wist te houden. In 2003 tekende hij bij 1. FC Nürnberg. Al snel vervolgde hij zijn loopbaan bij Alemannia Aachen. Hij behaalde met de club promotie naar de Bundesliga. In het seizoen 2005/06 werd hij basiskeeper en speelde hij iedere minuut van de eenendertig competitiewedstrijden. In januari van 2008 tekende hij bij het Noorse Viking FK. Met Nicht in de goal behaalde Viking de kwalificatierondes van de UEFA Cup. Nicht hield in die kwalificatie zijn doel schoon in de uitwedstrijd tegen FC Honka maar in de thuiswedstrijd werd met 2-1 verloren.
In 2009 keerde Nicht terug naar Duitsland, waar hij tekende bij Karlsruher SC. Bij Karlsruher was hij veelal tweede keus. Op 6 maart 2012 tekende hij bij de Rochester Rhinos uit de USL Pro. Hij begon zijn seizoen bij de Amerikaanse club met zes opeenvolgende wedstrijden zonder tegendoelpunt. In zijn eerste seizoen hield hij elf keer de nul. In 2012 werd hij benoemd tot 'USL Pro Goalkeeper of the Year'. Op 1 oktober 2013 tekende hij bij Indy Eleven uit de North American Soccer League. Daarmee werd hij de eerste aanwinst in de geschiedenis van de club. In februari van 2015 werd hij vervolgens verhuurd aan het Canadese Montreal Impact om als tweede doelman te figureren tijdens de CONCACAF Champions League wedstrijden. De andere twee reservedoelmannen van Montreal, Maxime Crepeau en Eric Kronberg, hadden niet de mogelijkheid tijdens het toernooi voor de club uit te komen. Bij Crepeau kwam dat door een blessure, terwijl Kronberg niet voor Montreal mag uitkomen omdat hij eerder in het toernooi nog voor Sporting Kansas City speelde. In april 2015 werd hij voor een korte periode gecontracteerd door Montreal Impact. Hij speelde op 30 april de tweede finalewedstrijd van de CONCACAF Champions League 2014/15 die verloren ging tegen het Mexicaanse Club América. Begin mei werd zijn dienstverband beëindigd.